# Diskuskastning för damer i friidrott vid olympiska sommarspelen 1980
Diskuskastning för damer vid olympiska sommarspelen 1980 i Moskva avgjordes torsdagen den 1 augusti. 

## Medaljörer
| Gren           | Guld                      | Guld    | Silver                            | Silver  | Brons                            | Brons   |
| Diskuskastning | Evelin Jahl · Östtyskland | 69,96 m | Maria Vergova-Petkova · Bulgarien | 67,90 m | Tatiana Lesovaja · Sovjetunionen | 67,40 m |

## Resultat

### Final
| Placering | Final                       | Längd   |
| --------- | --------------------------- | ------- |
|           | Evelin Jahl (GDR)           | 69.96 m |
|           | Maria Vergova-Petkova (BUL) | 67.90 m |
|           | Tatiana Lesovaja (URS)      | 67.40 m |
| 4.        | Gisela Beyer (GDR)          | 67.08 m |
| 5.        | Margitta Pufe (GDR)         | 66.12 m |
| 6.        | Florenţa Ţacu (ROU)         | 64.38 m |
| 7.        | Galina Murasjova (URS)      | 63.84 m |
| 8.        | Svetla Bozjkova (BUL)       | 63.14 m |
| 9.        | Meg Ritchie (GBR)           | 61.16 m |
| 10.       | Carmen Romero (CUB)         | 60.86 m |
| 11.       | Zdena Bartoňová (TCH)       | 57.78 m |
| 12.       | Ágnes Herczegh (HUN)        | 55.06 m |

### Kvalomgång
- Hölls den 31 juli 1980

| Placering | Final                       | Längd   |
| --------- | --------------------------- | ------- |
| 1.        | Margitta Pufe (GDR)         | 65.52 m |
| 2.        | Maria Vergova-Petkova (BUL) | 65.02 m |
| 3.        | Gisela Beyer (GDR)          | 62.86 m |
| 4.        | Tatiana Lesovaja (URS)      | 62.20 m |
| 5.        | Svetla Bozjkova (BUL)       | 60.84 m |
| 6.        | Florenţa Ţacu (ROU)         | 60.40 m |
| 7.        | Galina Murasjova (URS)      | 60.32 m |
| 8.        | Evelin Jahl (GDR)           | 60.22 m |
| 9.        | Zdena Bartoňová (TCH)       | 59.48 m |
| 10.       | Meg Ritchie (GBR)           | 58.66 m |
| 11.       | Carmen Romero (CUB)         | 58.60 m |
| 12.       | Ágnes Herczegh (HUN)        | 57.80 m |
| 13.       | María Betancourt (CUB)      | 57.62 m |
| 14.       | Katalin Csőke (HUN)         | 57.38 m |
| 15.       | Gael Mulhall (AUS)          | 54.90 m |
| 16.       | Faina Melnik (URS)          | 53.76 m |
| —         | Oliveira Ludovina (MOZ)     | NM      |
| —         | Ulla Lundholm (FIN)         | DNS     |